# Нефтяное хозяйство (журнал)
«Нефтяно́е хозя́йство» — советский и российский научно-технический и производственный журнал по нефтяной промышленности.
Издаётся в Москве. Учредители: Нефтяная компания «Роснефть», ОАО «Зарубежнефть», Российский межотраслевой научно-технический комплекс «Нефтеотдача», Научно-техническое общество нефтяников и газовиков им. акад. И. М. Губкина, АНК «Башнефть», ПАО «Татнефть».
Издаётся с 1920 года под названиями:
- 1920 — Нефтяное и сланцевое хозяйство.
- 1925 — Нефтяное хозяйство
- 1940 — Нефтяная промышленность СССР.
- 1945 — Нефтяное хозяйство.

## Описание
Журнал включён в Российский индекс научного цитирования (РИНЦ) и международную систему цитирования Scopus.
Журнал по решению ВАК Минобрнауки России № 6/6 от 19.02.10 г. был включён в Список научных журналов ВАК Минобрнауки России, как научное периодическое издание. Однако по состоянию на 23 ноября 2017 года упоминание журнала «Нефтяное хозяйство» в реестре ВАК отсутствует, что объясняется тем, что с 2010 года Высшая аттестационная комиссия России установила достаточное условие для включения издания в «Перечень ведущих рецензируемых научных журналов и изданий, в которых должны быть опубликованы основные научные результаты диссертаций на соискание учёной степени доктора и кандидата наук» его индексацию в одной из двух ведущих мировых баз данных отслеживания цитируемости: Web of Knowledge (Science Citation Index Expanded, Social Sciences Citation Index, Arts and Humanities Citation Index) или Scopus.
На сайте журнала размещён указатель статей, опубликованных в нём за всё время существования.

## История

Редколлегия журнала

До 1992 года журнал был органом Министерства нефтяной (с 1991 г. и газовой) промышленности СССР и Центрального правления Научно-технического общества нефтяной и газовой промышленности им. акад. И. М. Губкина.
Ныне учредителями журнала являются: Министерство энергетики Российской Федерации, Научно-техническое общество нефтяников и газовиков им. акад. И. М. Губкина, ОАО "НК «Роснефть», ОАО «Татнефть», ОАО "АНК «Башнефть», ОАО «Зарубежнефть», ОАО "РМНТК «Нефтеотдача».
Журнал издаётся также при поддержке: ОАО «Сургутнефтегаз», ОАО «Газпром нефть», ОАО «Гипротюменнефтегаз», Пермского национального исследовательского политехнического университета.
За заслуги в развитии топливно-энергетического комплекса России, коллектив научно-технического журнала «Нефтяное хозяйство», приказом Министра В. Б. Христенко (№ 1457п от 28 октября 2005 г.) награждён почетной грамотой Министерства промышленности и энергетики РФ.

### Эволюция тематики и названия журнала
По словам первого ответственного редактора журнала В. Н. Якубова, инициатива его создания принадлежала председателю Совета народных комиссаров Владимиру Ленину.

В один из январских вечеров 1920 г., — вспоминал В. Н. Якубов, — мне позвонил по телефону И. М. Губкин с просьбой зайти к нему.
— Сегодня я виделся с В. И. Лениным, — сказал Иван Михайлович, — докладывал ему о работе Главного сланцевого комитета. <…> В ходе беседы Владимир Ильич указал на желательность издания научно-технического журнала, который являлся бы объединённым органом двух главков ВСНХ — Нефтяного и Сланцевого, и поручил заняться этим делом — Якубов В.Н. Из истории организации и первых лет работы журнала «Нефтяное хозяйство» (воспоминания первого редактора).
Сначала журнал назывался «Нефтяное и сланцевое хозяйство» и его название соответствовало стилистике того времени и подразумевало весь комплекс нефтяного производства, включая вопросы экономики и организации производства.
Например, основным журналом ВСНХ являлся журнал «Народное хозяйство», плановые органы издавали «Плановое хозяйство», лесоводы — «Лесное хозяйство».
Свои «нефтяные хозяйства» возникли в Баку — «Азербайджанское нефтяное хозяйство» (с 1920 г. до октября 1921 г. назывался «Народное хозяйство» и был органом Азербайджанского совнархоза; издается до сих пор: в настоящее время - орган SOCAR) и в Грозном — «Грозненское нефтяное хозяйство» (существовало в 1922 – 1924 гг.).
Появление сланцевой тематики связано с освоением альтернативных нефти и каменному углю видов топлива — торфа, горючих сланцев, бурых углей. К тому же «прародитель» журнала И. М. Губкин в начале 1920-х годов, работая в Главнефти, возглавлял и органы управления сланцевой промышленностью.
С восстановлением нефтяных центров и последующим ростом нефтедобычи, нефтяная тематика становится приоритетной. В январе 1925 г. редколлегия рассмотрела вопрос о переименовании журнала из «Нефтяного и сланцевого хозяйства» в «Нефтяное и газовое хозяйство», однако в ВСНХ название сократили до «Нефтяного хозяйства».
На короткий срок в 1940—1941 гг. журнал получил наименование «Нефтяная промышленность СССР». В начале войны его выход прекратился, а перед возобновлением издания в 1945 г. ему было решено вернуть привычное название, которое журнал сохраняет до сих пор, — «Нефтяное хозяйство».
Тематика журнала развивалась в зависимости от стоящих перед отраслью производственных и научно-технических задач. Сначала это были технологии вращательного бурения, глубинно-насосной эксплуатации скважин, магистрального трубопроводного транспорта нефти и газа, переход от кубовой перегонки нефти к трубчатым печам и более совершенной системе ректификации. С усложнением технологий появились статьи, посвященные разведочной и промысловой геофизике, газлифтной добыче, вторичным методам разработки, методам повышения нефтеотдачи пластов, крекингу нефти. В 1955 г. впервые в СССР на страницах журнала был описан опыт применения технологии гидроразрыва пласта. Современная тематика охватывает новые направления — массовый гидроразрыв пласта, боковое и многоствольное бурение, третичные методы добычи нефти, современные методы промышленной и экологической безопасности.
Со временем изменялась и географический охват. Если в первое время основными районами нефтедобычи были Баку, Грозный, Эмба, Майкоп, Сахалин, которым и были посвящены проблемные статьи журнала в довоенный период, то со временем к ним добавились регионы Урало-Поволжья, Западной Сибири, Дальнего Востока, арктических зон России, которые привносили в научно-технические статьи свою специфику, связанную с особенностями нефтей, недр, климата, отдаленностью от центров переработки и потребления нефти и др.
До 1957 г. тематика журнала включала в себя весь спектр нефтегазового производства: от разведки нефти и газа до сбыта нефтепродуктов, в том числе и нефтепереработку.
В 1957 г. связи с реформой промышленности и децентрализацией управления экономикой (упразднение Министерства нефтяной промышленности СССР и организация совнархозов) тематика сокращается до разведки, бурения, добычи и транспорта нефти, была исключена полностью газовая тема (кроме попутных нефтяных газов, добываемых на нефтяных промыслах), нефтепереработка и сбыт нефтепродуктов. Тогда же на базе редакции журнала «Нефтяное хозяйство» возникли журналы «Газовая промышленность», «Геология нефти и газа».

### История и современность
Журнал возникал на пустом месте (утверждение, что «Нефтяное хозяйство» возникло на базе «Горного журнала» — неверно).
Первый номер журнала вышел в апреле 1920 г. Над ним работали И. М. Губкин и В. Н. Якубов.
24 июня 1920 г. коллегия Главного нефтяного комитета приняла решение на правах самостоятельного отдела главка образовать редколлегию нового журнала. В неё вошли И. М. Губкин и журналисты: П. М. Шох и В. Н. Якубов, с 1921 г. к ним присоединился крупный специалист-нефтяник И. Н. Стрижов. С именами этих людей связано становление нефтяной научно-технической литературы.
В 1920—1939 гг. председателем редколлегии (с некоторым перерывом) являлся академик И. М. Губкин.
31 января 1928 г. приказом № 12 Научно-технического управления ВСНХ был утверждён расширенный состав редколлегии. Помимо прежних членов в неё вошли: заместитель управляющего трестом «Грознефть» А. А. Шибинский, начальник отдела нефтепереработки Главгортопа ВСНХ И. И. Елин, заместитель председателя правления Нефтесиндиката Н. И. Соловьев, руководитель Московского представительства треста «Азнефть» С. И. Рязанский, заместитель управляющего трестом «Эмбанефть» С. И. Кузнецов и видные экономисты-нефтяники того времени В. И. Фролов и Ю. К. Максимович.
С тех пор редакционная коллегия журнала состояла из представителей руководящих органов нефтяной промышленности, нефтяных объединений, ведущих научных институтов. В разное время в неё входили известные учёные-нефтяники: А. И. Булатов, А. А. Джавадян, М. М. Иванова, Р. А. Иоаннесян, А. П. Крылов, Н. Н. Лисовский, Г. К. Максимович, М. Л. Сургучёв, В. И. Черникин, В. Н. Щелкачёв и многие другие. Отдельную категорию членов редколлегии составляли действующие руководители министерства, главных управлений и производственных объединений, как правило — начальники и главные инженеры. Членами редколлегии были В. Д. Шашин, С. А. Оруджев, Р. Ш. Мингареев, В. И. Грайфер, В. Д. Черняев и другие.
В своём циркуляре начальникам главных управлений, объединений, руководителям предприятий и организаций Министр нефтяной промышленности В. Д. Шашин писал:

 Каждый работник отрасли, будь то руководитель предприятия, инженер, техник или рабочий должны повседневно знакомиться с последними достижениями науки и техники, с передовым производственным опытом.

Освещению этих вопросов большое внимание уделяют наши отраслевые журналы — «Нефтяное хозяйство» и «Нефтяник». Поэтому очень важно, чтобы работники отрасли регулярно знакомились с материалами этих изданий. Надо иметь в виду, что чем больше нефтяников будет постоянно читать журналы, тем быстрее будут распространяться достижения науки и техники, опыт работы передовиков производства. Кроме того, в каждом читателе наших журналов мы видим и потенциального автора— Циркулярное письмо В.Д. Шашина (№ 190/Ц от 22 мая 1972 г.).
В настоящее время редакционная коллегия журнала состоит из представителей компаний-учредителей и участников издания, учёных и специалистов отраслевых НИИ (более 30 кандидатов и докторов наук).

## Издательская деятельность
С самого начала существования журнала редакция приступила к публикации научно-технической литературы нефтяной тематики, создав книжную серию собственного имени — "Серия редакции журнала «Нефтяное и сланцевое хозяйство».
В 1922 г. на базе редакции было создано Научно-издательское бюро Совета нефтяной промышленности, которое приступило к масштабной публикации книг, в том числе иностранных авторов. Впоследствии на базе Научно-издательского бюро было создано Нефтяное издательство НТУ ВСНХ, Госгеолнефтеиздат, Гостопиздат, Издательство «Недра».
В 1993 г. с упразднением отраслевых министерств редакция журнала «Нефтяное хозяйство» стала самостоятельным юридическим лицом и организовала ЗАО "Издательство «Нефтяное хозяйство», которое помимо журнала издаёт научно-техническую, экономическую и историческую литературу нефтяной тематики, юбилейные книги предприятий.
В ЗАО "Издательство «Нефтяное хозяйство» издаются: "Научно-технический вестник ОАО "НК «Роснефть» — корпоративный периодический научно-технический журнал, периодический сборник научных трудов СургутНИПИнефти «Вопросы геологии, бурения и разработки нефтяных и газонефтяных месторождений Сургутского региона».
Издательством совместно с Советом пенсионеров-ветеранов войны и труда ОАО "НК «Роснефть» готовятся и публикуются ежегодные исторические сборники «Ветераны: из истории развития нефтяной и газовой промышленности» (вышло 35 выпусков, выпуски 18 — 35 находятся в открытом доступе на сайте журнала).

### Основные рубрики журнала
- Геология и геолого-разведочные работы
- Бурение скважин
- Разработка и эксплуатация нефтяных месторождений
- Техника и технология добычи нефти
- Нефтепромысловое оборудование
- Трубопроводный транспорт нефти
- Проектирование обустройства нефтяных месторождений
- Информационные технологии
- Экологическая и промышленная безопасность
- Из истории развития нефтяной промышленности.

### Авторский коллектив
Первое поколение авторов журнала составили российские учёные и инженеры, оставшиеся в Советской России. Среди них были такие известные люди, как И. М. Губкин, Н. Д. Зелинский, К. П. Калицкий, С. И. Миронов, С. С. Намёткин, Л. С. Лейбензон, Г. Л. Стадников, И. Н. Стрижов, М. М. Тихвинский, Н. Н. Тихонович, В .Г. Шухов и многие другие.
К сожалению, очень многие из первых участников журнала в течение 1920—1940-х годов попали под репрессии и были преданы забвению. За последнее десятилетие редакция журнала провела большую исследовательскую, архивную работу по возвращению их имён. В специальной подрубрике «Имена забытых нефтяников» публикуются биографии людей, сотрудничавших с журналом, но практически неизвестных. Так, вернулись в историю науки: пионер утилизации газов И. Н. Аккерман, строитель первых советских трубопроводов А. В. Булгаков, открыватель водонапорного режима грозненских месторождений Н. Т. Линдтроп, геологи Н. М. Леднёв, К. А. Прокопов, А. И. Косыгин, первый директор ГрозНИИ им. И. В. Косиора А. Н. Саханов и многие другие.
Эта работа продолжается. Полный перечень статей по истории отрасли, вышедших в журнале, и биографии забытых нефтяников находятся в открытом доступе на сайте журнала.
Высококвалифицированный авторский коллектив, принадлежность авторов различным предприятиям и научным школам позволяли и позволяют поддерживать на страницах журнала дискуссионность, обсуждать наиболее острые экономические и технико-технологические проблемы нефтяной промышленности.
Основу современного авторского коллектива составляют ведущие специалисты нефтегазовых компаний, ученые отраслевых НИИ, специалисты сервисных компаний и смежных отраслей.

### Руководство
Главные редакторы по году назначения:
1. 1920 — Якубов, Владимир Николаевич
2. 1931 — Губкин, Иван Михайлович
3. 1932 — Ганшин, Сергей Михайлович
4. 1934 — Губкин, Иван Михайлович
5. 1937 — Баринов М. В.
6. 1937 — Беленький В. Н.
7. 1939 — Иванов В. П.
8. 1940 — Тихонравов Н. В.
9. 1940 — Байбаков, Николай Константинович
10. 1945 — Каламкаров, Вартан Александрович
11. 1947 — Н. С. Тимофеев — (1947—1951);
12. 1952 — Требин, Фома Андреевич
13. 1972 — Тимофеев, Николай Степанович
14. 1973 — Грайфер В. И.
15. 1985 — Филановский, Владимир Юрьевич
16. 1990 — Чурилов, Лев Дмитриевич
17. 2002 — Зверева В. Н.